# Darmsbach
Darmsbach ist der kleinste Ortsteil der Gemeinde Remchingen in Baden-Württemberg.

## Lage
Darmsbach liegt direkt zwischen Wilferdingen und Nöttingen an der Bundesautobahn 8. Es ist der südwestlichste Punkt von Remchingen. Außerdem liegt Darmsbach an der Grenze der Gemeinde Karlsbad (Baden) im Landkreis Karlsruhe.

## Geschichte
Im Jahr 1278 wird Darmsbach erwähnt als eine erst im Hochmittelalter entstandene Ausbausiedlung. Darmsbach war ein Ortsteil der Gemeinde Nöttingen, diese wurde am 1. Januar 1975 nach Remchingen eingemeindet.

## Infrastruktur
Darmsbach verfügt über eine Ortsmitte, eine Kindertagesstätte und mehrere Spielplätze, Bolzplätze etc. Der Ort ist aufgrund der Lage gut mit Fahrradwegen, Spazierwegen, Feldwegen, Straßen und Bussen an Wilferdingen angebunden. Man kann Wilferdingen, was die zentrale Infrastruktur Remchingens bietet, innerhalb von zwei Minuten erreichen.

## Sport
Darmsbach hat seit den 2010er Jahren einen Fußballverein, den FC Baden Darmsbach.